# Prionospio tenuis
Prionospio tenuis är en ringmaskart som beskrevs av Fewkes 1883. Prionospio tenuis ingår i släktet Prionospio och familjen Spionidae. Inga underarter finns listade i Catalogue of Life.